# William Eliot (2e comte de St Germans)
William Eliot, 2e comte de St Germans (1er avril 1767 - 19 janvier 1845), connu sous le nom William Elliot jusqu'en 1823, est un diplomate et homme politique britannique.

## Biographie
Il est né à Port Eliot, Cornouailles, troisième fils d'Edward Craggs-Eliot (1er baron Eliot) et de son épouse Catherine (née Elliston). Il fait ses études au Pembroke College, à Cambridge, où il passe une maîtrise en 1786.
De novembre 1791 à 1793, il est secrétaire de légation à Berlin, de 1793 à 1794, secrétaire d'ambassade et ministre plénipotentiaire à La Haye et en 1796 ministre plénipotentiaire auprès de l'électeur palatin et à la diète de Ratisbonne. Il siège également en tant que député conservateur pour St Germans de 1791 à 1802 et pour Liskeard de 1802 à 1823. Il est Lord de l'amirauté de 1800 à 1804, sous-secrétaire d'État parlementaire aux Affaires étrangères de 1804 à 1805 et l'un des lords du Trésor de 1807 à 1812.
En 1823, il succède à son frère aîné, John Eliot (1er comte de St Germans) en tant que second comte de St-Germans et entre à la Chambre des lords.

## Famille
Il se marie quatre fois.
- Le 30 novembre 1797 à Trentham, Staffordshire, à Georgiana Augusta Leveson-Gower (13 avril 1769 - 24 mars 1806), fille de Granville Leveson-Gower (1er marquis de Stafford). Ils ont un fils et trois filles:
  - Edward Eliot (3e comte de St Germans) (29 août 1798 - 7 octobre 1877)
  - Caroline Georgina Eliot (27 juillet 1799 - avril 1865)
  - Susan Caroline Eliot (12 avril 1801 - 15 janvier 1835)
  - Charlotte Sophia Eliot (28 mai 1802 - 8 juillet 1839)
- Le 13 février 1809, à Heytesbury, Wiltshire, à Letitia A'Court (décédé le 20 janvier 1810), sans descendance.
- Le 7 mars 1812 à Charlotte Robinson (1790 - 3 juillet 1813), à la maison du comte de Powis, Berkeley Square, Londres, sans descendance.
- Le 30 août 1814 à Susan Mordaunt (décédée le 5 février 1830) à Walton, Warwickshire, sans descendance.

Il meurt à Port Eliot en 1845 et son fils aîné lui succède.